# Alpin skidåkning vid olympiska vinterspelen 1968

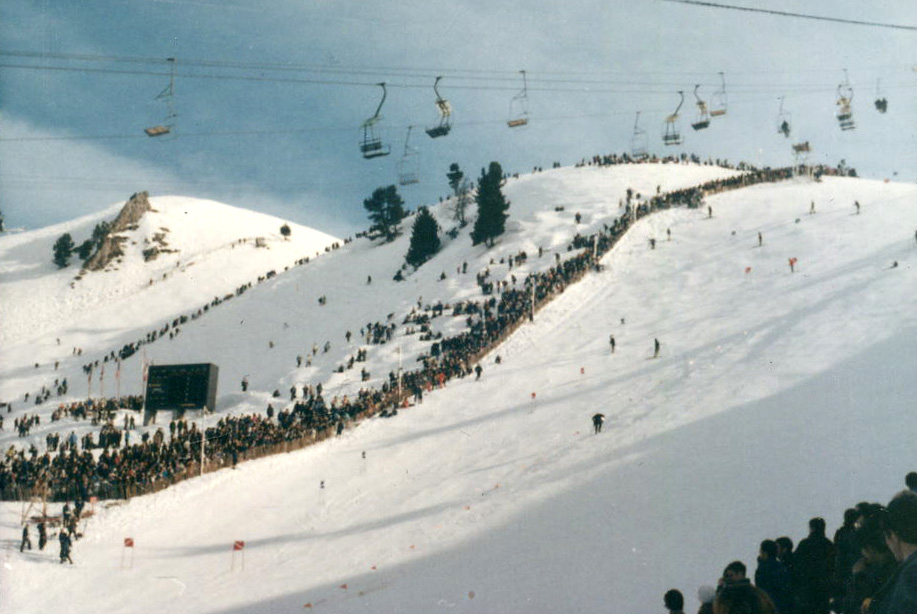
Storslalombacken.

Vid olympiska vinterspelen 1968 i Grenoble, Frankrike, utövades sex olika grenar inom alpin skidåkning.
Jean-Claude Killy, Frankrike vann herrarnas alla tävlingar och upprepade  österrikaren Toni Sailers olympiska trippel från 1956. Sedan dess har ingen alpin skidåkare vunnit tre guld i ett olympiskt spel. 
Detta var de första spelen då herrarnas storslalom bestod av två åk. Denna förändring på damsidan skedde först under 1980.
För första gången, inkluderades de olympiska resultaten i världscupen. Detta avskaffades inför 1972.

## Medaljtabell
| Pl. | Nation    | Guld | Silver | Brons | Totalt |
| --- | --------- | ---- | ------ | ----- | ------ |
| 1   | Frankrike | 4    | 3      | 1     | 8      |
| 2   | Österrike | 1    | 1      | 3     | 5      |
| 3   | Kanada    | 1    | 1      | 0     | 2      |
| 4   | Schweiz   | 0    | 1      | 2     | 3      |

## Resultat

### Herrar
| Gren                   | Guld                        | Guld    | Silver                  | Silver  | Brons                        | Brons   |
| Störtlopp Detaljer...  | Jean-Claude Killy Frankrike | 1:59,85 | Guy Périllat Frankrike  | 1:59,93 | Jean-Daniel Dätwyler Schweiz | 2:00,32 |
| Storslalom Detaljer... | Jean-Claude Killy Frankrike | 3:29,28 | Willy Favre Schweiz     | 3:31,50 | Heini Messner Österrike      | 3:31,83 |
| Slalom Detaljer...     | Jean-Claude Killy Frankrike | 1:39,73 | Herbert Huber Österrike | 1:39,82 | Alfred Matt Österrike        | 1:40,09 |

### Damer
| Gren                   | Guld                         | Guld    | Silver                 | Silver  | Brons                     | Brons   |
| Störtlopp Detaljer...  | Olga Pall Österrike          | 1:40,87 | Isabelle Mir Frankrike | 1:41,33 | Christl Haas Österrike    | 1:41,41 |
| Storslalom Detaljer... | Nancy Greene Kanada          | 1:51,97 | Annie Famose Frankrike | 1:54,61 | Fernande Bochatay Schweiz | 1:54,74 |
| Slalom Detaljer...     | Marielle Goitschel Frankrike | 1:25,86 | Nancy Greene Kanada    | 1:26,15 | Annie Famose Frankrike    | 1:27,89 |

## Herrar

### Störtlopp
9 februari 1968
| Medalj | Tävlande             | Tid     |
| Guld   | Jean-Claude Killy    | 1.59,85 |
| Silver | Guy Périllat         | 1.59,93 |
| Brons  | Jean-Daniel Dätwyler | 2.00,32 |

### Storslalom
11 februari 1968
| Medalj | Tävlande          | Tid     |
| Guld   | Jean-Claude Killy | 3.29,28 |
| Silver | Willy Favre       | 3.31,50 |
| Brons  | Heinrich Messner  | 3.31,83 |

### Slalom
17 februari 1968
| Medalj | Tävlande          | Tid     |
| Guld   | Jean-Claude Killy | 1.39,73 |
| Silver | Herbert Huber     | 1.39,82 |
| Brons  | Alfred Matt       | 1.40,09 |

## Damer

### Störtlopp
10 februari 1968
| Medalj | Tävlande     | Tid     |
| Guld   | Olga Pall    | 1.40,87 |
| Silver | Isabelle Mir | 1.41,33 |
| Brons  | Christl Haas | 1.41,41 |

### Storslalom
15 februari 1968
| Medalj | Tävlande          | Tid     |
| Gold   | Nancy Greene      | 1.51,97 |
| Silver | Annie Famose      | 1.54,61 |
| Brons  | Fernande Bochatay | 1.54,74 |

### Slalom
13 februari 1968
| Medalj | Tävlande           | Tid     |
| Guld   | Marielle Goitschel | 1.25,86 |
| Silver | Nancy Greene       | 1.26,15 |
| Brons  | Annie Famose       | 1.27,89 |

## Världsmästerskapen
Från 1948 till 1980 har tävlingarna också varit världsmästerskapen i utförsskidåkning. I världsmästerskapen ingick även alpin kombination.

### Alpin kombination
Herrar
| Medalj | Tävlande          | Poäng |
| Guld   | Jean-Claude Killy | 0,00  |
| Silver | Dumeng Giovanoli  | 32,98 |
| Brons  | Heinrich Messner  | 38,57 |

Damer
| Medalj | Tävlande           | Poäng |
| Guld   | Nancy Greene       | 16,31 |
| Silver | Marielle Goitschel | 36,00 |
| Brons  | Annie Famose       | 36,19 |